# 松井宗徳
松井 宗徳（まつい そうとく、生没年未詳）は、江戸時代初期の茶人。

## 人物・来歴
慶長12年（1607年）に武野紹鷗の「相阿弥茶湯書」を書写している。宗徳は松井友閑（宮内卿法印、正四位下）の相伝本を所持していたので、友閑の子あるいは一族と考えられる。
松井氏は松井宗富（信濃守）が足利義政に仕えて以来、代々室町幕府の幕臣として仕えていたが、永禄8年（1565年）、永禄の変で足利義輝が三好三人衆らによって暗殺されると、後に織田信長の家臣となった。松井一族の松井友閑、松井康之は戦国武将であり、茶人としても造詣が深かった。特に友閑は目利きで知られ、鳥丸家、松江宗訥とともに天下三墨蹟の一つとされた無準の墨蹟を所持した。友閑は武野紹鷗より「相阿弥茶湯書」を伝えられており、宗徳が書写し、慶長12年（1607年）には弟子に書写し伝えている。

## 相阿弥茶湯書
同書は点前・茶法の伝授書である。写本2冊、墨付上巻65丁、下巻39丁。相阿弥が村田珠光に与えた旨の奥書（大永3年（1523年）、村田宗珠（珠光の養子）の筆）がある。茶法の成立を知る上での貴重な書である。慶長12年（1607年）に松井宗徳が筆写した旨の跋文がある（『今日庵文庫蔵』）。